# Peter Kenyon

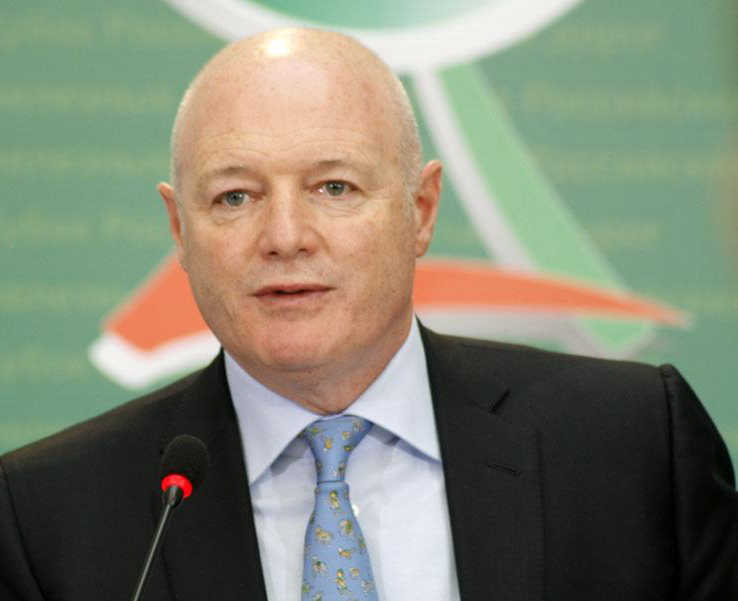
Imagem de Peter Kenyon.

Peter Kenyon (nascido em 1954) é um dos diretores e também chefe executivo do Chelsea Football Club, da Premier League na Inglaterra.
Ele também é o diretor de produção e chefe executivo da empresa de materiais de esportes Umbro. Seu primeiro emprego em um clube de futebol foi no Manchester United, mas foi logo sondado pelo Chelsea depois que Roman Abramovich obteve o domínio do clube. Depois de um discurso ele se juntou ao Chelsea oficialmente em fevereiro de 2004. Isto criou uma grande controvérsia, pois Kenyon tinha confessado apoiar o clube de Old Trafford.

## Acusações de propriedade de terceiros
O jornal britânico The Guardian publicou, em 22 de setembro de 2014, uma investigação sobre certas atividades por Jorge Mendes, ao lado do também ex-Manchester United e Chelsea CEO Peter Kenyon, contra os regulamentos da FIFA, no que diz respeito à propriedade de terceiros (participações com jogadores detidas por investidores) e, assim, devido um alegado conflito de interesse em representação do jogador, a compra de direitos do jogador através de empresas com sede em Jersey e na Irlanda. Seguiu-se outro relatório publicado em janeiro de 2014, sugerindo de que o Chelsea têm investido na posse de terceiros via Mendes e Kenyon, uma prática proibida pela Premier League. Chelsea recusou a comentar sobre as acusações. Em 23 de setembro de 2014, a UEFA anunciou a sua intenção de romper a prática de Propriedade de terceiros no futebol.